# Stress biotique
Pour les articles homonymes, voir biotique et abiotique.
Un stress biotique (du grec bios, « vie ») est un stress résultant de l'action néfaste d'un organisme vivant sur un autre organisme vivant telle qu'une attaque d'un pathogène. Il se différencie du stress abiotique exercé par un changement d'environnement comme une pénurie alimentaire, une carence en azote, la dessiccation, les rayons UV, la pression osmotique, la température, la salinité, le manque d’eau, le vent, la verse, le climat, etc.

## Théorisation

Triangle de Grime avec les trois stratégies végétales principales sélectionnées en réponse à différents facteurs environnementaux (biotiques ou abiotiques) : stratégie compétitive (C), tolérance au stress (S) et rudéralisation (R).

La tolérance au stress est une stratégie écologique des plantes décrite par Grime dans le cadre de sa théorie des stratégies CSR élaborée en 1974.

## Syndrome
Les symptômes développés par les organismes soumis à ces facteurs abiotiques sont regroupés sous le terme de syndrome de stress environnementaux. 
Chez les plantes, ce syndrome « comprend essentiellement une baisse de la croissance et une réduction de l'acquisition de toutes les autres ressources qui ne sont pas limitantes (par exemple CO2, éléments minéraux, lumière). Cette caractéristique participe vraisemblablement au maintien d'un équilibre entre l'élément limitant et les autres ».